# Dendrochilum javieriense
Dendrochilum javieriense är en orkidéart som beskrevs av Magrath, Bulmer och I.Shafer. Dendrochilum javieriense ingår i släktet Dendrochilum och familjen orkidéer. Inga underarter finns listade i Catalogue of Life.

## Bildgalleri

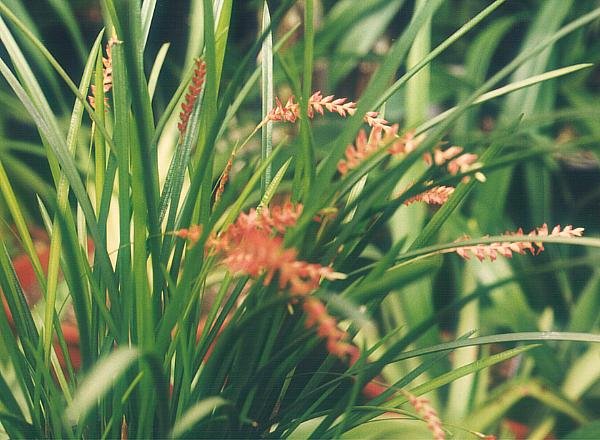